# Albero II van Chiny-Namen
Albero II van Chiny-Namen (rond 1100 - Ostia 27 maart 1145) was prins-bisschop van Luik van 1135 tot 1145. Hij stelde orde op zaken in het lappendeken van grondgebied van het prinsbisdom, en dit na het debacle van zijn voorganger, Alexander I van Gulik. Albero II was geen Luikenaar.

## Familie
Albero's vader graaf Otto II van Chiny en zijn moeder was Adelheid van Namen, dochter van graaf Albert III van Namen. Het grafelijk huis van Namen heeft Albero altijd gesteund in zijn bisschopsambt in Luik. Zijn directe familie was
- zus Ida van Chiny, gehuwd met Godfried I van Leuven, hertog van Neder-Lotharingen
- zus Oda van Chiny, gehuwd met graaf Gislebert van Duras
- broer Eustachius van Chiny, baljuw in Haspengouw en gehuwd met de dochter van Wiger van Borgworm
- broer Frederik van Chiny, proost in Reims
- oom Godfried graaf van Namen, broer van zijn moeder
- oom Adalbero III van Chiny, bisschop van Verdun, verkozen in Verdun in aanwezigheid van paus Innocentius II[2].

Zelf was Albero aartsdiaken in het bisdom Metz. 

## Bisschop van Luik
In 1135 zette het concilie van Pisa de Luikse bisschop Alexander I van Gulik af, wegens wangedrag. De Luikse kanunniken verkozen tot nieuwe bisschop Albero van Chiny-Namen (1135). Deze verkiezing van een niet-Luikenaar tot prins-bisschop van Luik kan enkel verklaard worden door de belangrijke steun van zijn familie. In volle Investituurstrijd was het nog steeds de gewoonte dat keizer Lotharius III van het Rooms-Duitse Rijk, Albero benoemde tot bisschop, op verzoek van het Sint-Lambertuskapittel van Luik.

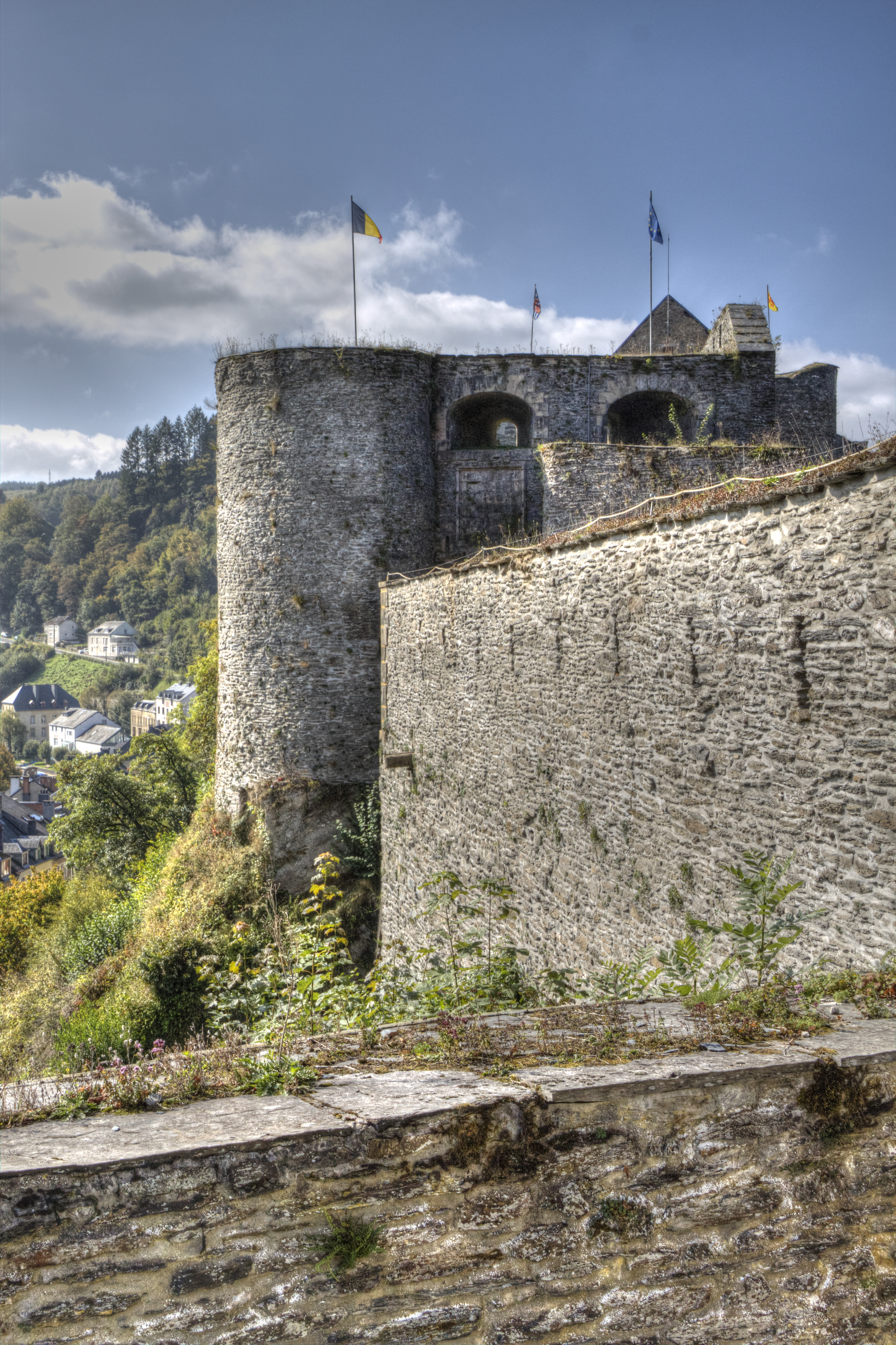
kasteel van Bouillon

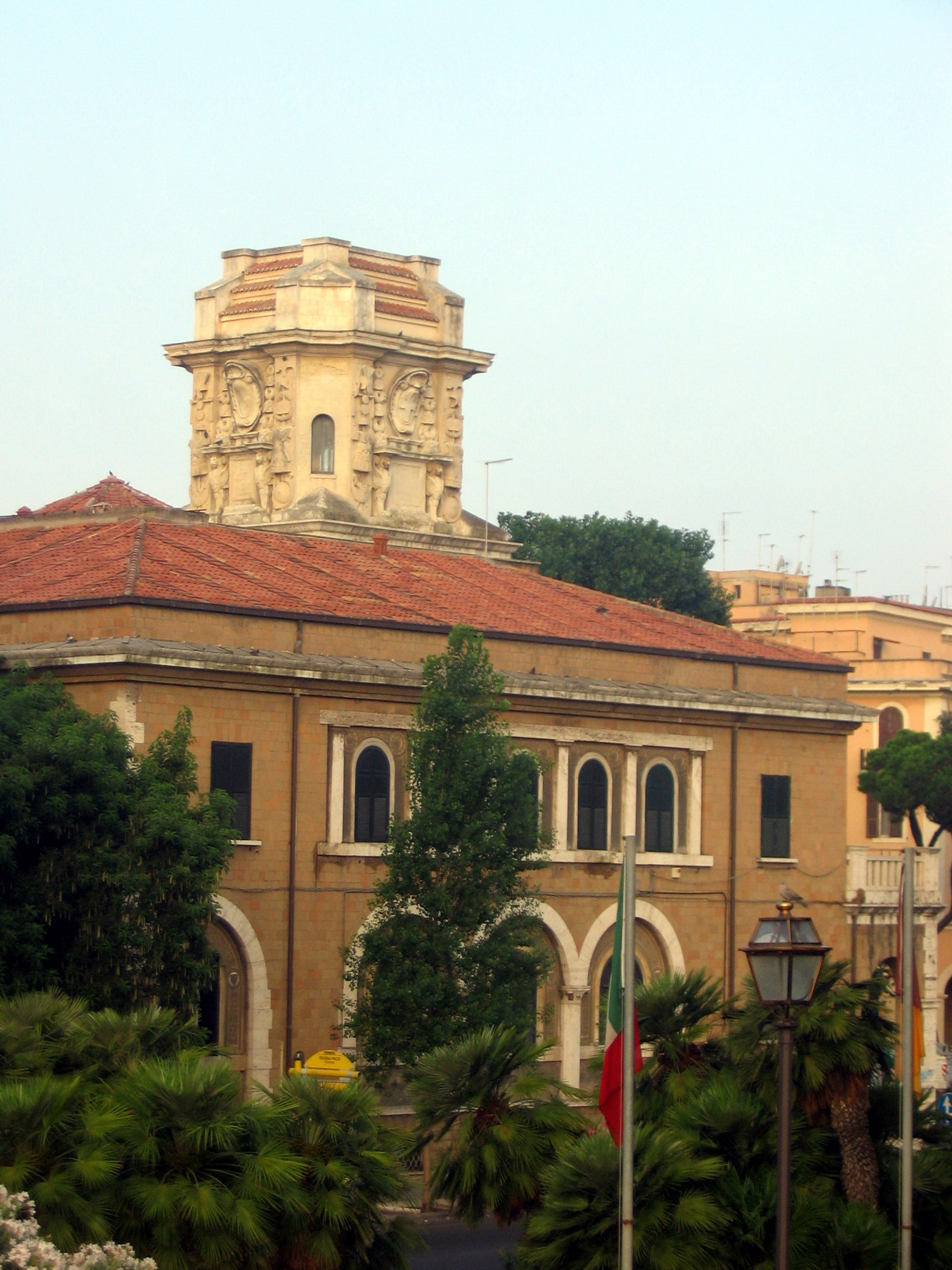
Ostia

De Luikenaars wensten orde op zaken te stellen, met name aan de versnippering van het Luikse territorium door opstandige adel moest een einde komen. Dit deed bisschop Albero ook met geweld. Het moeilijkste gezagsprobleem was de situatie rond het kasteel van Bouillon. In 1134, het jaar voor Albero's verkiezing, had de opdringerige Reinoud I graaf van Bar, via nachtelijk verraad in het Luiks garnizoen, Bouillon veroverd. Aangezien Bouillon rechtmatig toebehoorde aan de prins-bisschoppen van Luik, was actie nodig. De banvloek van bisschop Albero had geen effect. Drie pogingen om via juridisch weg in het Rooms-Duitse Rijk gelijk te krijgen, faalden. Toen Reinoud I van Bar en de Naamse graaf Hendrik I (verwant aan Albero) samen de Luikse stad Fosses-la-Ville plunderden, was de maat vol in Luik (1140). 

### Belegering van Bouillon (1141)
Bisschop Albero overtuigde Hendrik I van Namen samen met de Luikenaars het kasteel van Bouillon aan te vallen (1141). Dit kasteel werd verdedigd door de zonen van Reinoud I van Bar. Het kasteel gold als oninneembaar. De belegering van het kasteel sleepte 50 dagen aan. Volgens kroniekschrijvers werden de Luikse troepen aangevuurd door de relikwieën van Sint-Lambertus die aan de Luikenaars getoond werden. Bisschop Albero veroverde het kasteel van Bouillon, wat een vreugde-uitbarsting in Luik gaf. Na jaren bezetting door Reinoud I van Bar werd Bouillon opnieuw Luiks bezit. Bisschop Albero stelde de dag van 28 april in als triomfdag van Sint-Lambertus, de dag dat het kasteel van Bouillon in zijn handen viel. Uit wraak stak Reinoud I de stad  Fosses-la-Ville opnieuw in brand (1142).

### Luik
Bisschop Albero ondersteunde de uitbouw van abdijen van Premonstratenzers bvb op de berg Mont Cornillon in Luik. In een andere wijk in Luik, in Féronstrée, brak dan weer een grote brand uit (1143); dit gaf aanleiding tot kwaadsprekerij over het gedrag van bisschop Albero, want de brand werd als een slecht voorteken uitgelegd.

### Rijksbisschop
In 1138 kwam de dynastie van de Hohenstaufen aan de macht in het Rooms-Duitse Rijk: Koenraad III, tot dan koning van Italië, werd tot Rooms-Duitse koning van Duitsland gekroond in Aken. Albero kende Koenraad III van een eerdere reis naar Italië. Hij verbleef meermaals aan het hof van Koenraad III. Zo werd Albero opgemerkt aan het hof in Keulen (1138), in Mainz (1138), in Straatsburg (1139), in Worms (1140) en zelfs in Luik (1139) verbleef de Rooms-Duitse koning.

### Afzetting
De machtige Luikse prelaat Hendrik van Leyen eiste de afzetting van bisschop Albero. Het wangedrag van de Luikse clerus was hem een doorn in het oog, en dan vooral het feit dat bisschop Albero hieraan disciplinair niets deed. Paus Lucius II eiste een gesprek in Rome. Albero trok naar Rome doch stierf, op de terugweg, in Ostia, de haven van Rome (1145). Hendrik van Leyen volgde hem op als prins-bisschop van Luik.
- Gemeinsame Normdatei: 135591996
- Virtual International Authority File: 62766586